# Colosseo (Roms tunnelbana)
Colosseo är en station på Roms tunnelbanas Linea B. Stationen är uppkallad efter Colosseum och invigdes år 1955 av dåvarande presidenten Luigi Einaudi och kardinalvikarien Clemente Micara.
Stationen Colosseo har:
- Biljettautomater
- WC

## Kollektivtrafik
- Spårvagnshållplats – Roms spårväg, linje 3
- Busshållplats för ATAC

## Omgivningar
- Colosseum
- Domus Aurea
- Maxentiusbasilikan
- Parco di San Gregorio al Celio
- Ospedale militare del Celio
- Oppius

### Kyrkobyggnader
- San Pietro in Vincoli
- Santo Stefano Rotondo
- Santi Giovanni e Paolo
- Santi Quattro Coronati
- San Clemente

### Palats
- Palazzo Venezia
- Palazzo del Grillo

### Fora
- Kejserliga fora
- Forum Romanum
- Augustus forum
- Caesars forum
- Nervas forum
- Trajanus forum
- Konstantinbågen

### Capitolium
- Capitolium
- Musei Capitolini
- Cordonata